# Dr. Hugo Strange
Doktor Hugo Strange är en superskurk som förekommer i böcker, filmer och tv-spel publicerat av DC Comics, som en fiende till Batman. Han dök upp för första gången i Detective Comics #36 (1940). Han var en av Batmans första återkommande fiender, och föregick Jokern och Catwoman med några månader. Han är också en av Batmans första skurkar att inse att Batman är Bruce Wayne.

## Fiktiv biografi
Hugo Strange dyker först upp som en vetenskapsman som använder en stulen maskin, med vilken han skapar en tät dimma varje natt så att hans gäng kan råna banker osedda. I Stranges andra framträdande använder han mentalpatienter som försökspersoner och gör dem till zombier. Därefter släpper han dem lösa i Gotham för att utföra hans gärningar. I ett senare nummer använder Strange ett pulver som framkallar fruktan (likt Fågelskrämmans skräckgas). I samma nummer förmodas han dö efter ett slag från Batman.
Han återkommer dock under 1970-talets i berättelserna "Strange Apparitions" och visar sig vara vid liv. Strange driver då ett privat sjukhus för Gotham Citys rikaste medborgare, där han håller dem som gisslan för deras förmögenheter och förändrar dem till monster. När Bruce Wayne bokar in sig på sjukhuset för att behandlas för radioaktiva brännskador som han fick i striderna med doktor Phosphorus inser Strange att Wayne är Batman. Han fortsätter då att utlösa förödelse på dennes personliga liv inkognito. Strange försöker sedan auktionera ut Batmans identitet till de tre superskurkarna Rupert Thorne, Pingvinen och Jokern. Thorne kidnappar då Strange och torterar honom för att han ska avslöja Batmans identitet, men Strange tycks dö i processen. Stranges "spöke" kommer tillbaka för att hemsöka Thorne och driver honom till vansinne. Thorne bekänner sin långa karriär av korruption och skickas till fängelse, i sitt galna tillstånd.
Under 1980-talet visar sig Strange ha överlevt misshandeln från Thornes män. Genom yoga hade han saktat ned sitt hjärtslag till en odetekterbar nivå. I det framträdandet försöker Strange att försvaga Bruce Wayne genom användning av droger och robotar. Den här gången tycks Strange dö i en explosion.
En alternativ version av Hugo Strange dyker upp i Earth-Two. På grund av sin nedgång är han delvis förlamad. Han behandlas av en kirurg under en operation, som dock misslyckas. Strange använder en av sina enheter för att få tag i Starmans kosmiska stav, och använda den för att attackera allt och alla Batman håller kärt. Strange inser slutligen att han i själva verket är arg på sitt eget bortslösade liv och deformerade kropp. Han använder sedan den kosmiska staven för att begå självmord.
Strange återinförs i Legends of the Dark Knight som en psykiater som tar värvning i en polisgrupp för att hjälpa dem med att fånga Batman. Strange är så besatt av Batman så att han förklär sig som honom privat. Under sin brottsvåg mot Batman får Strange reda på hans identitet som Bruce Wayne. Batman lyckas dock få honom att tvivla på den saken.
Från och med då fortsätter Strange främst att representeras som en superintelligent psykiater. Han gör fortfarande farliga experiment och har också band till maffian. Han har stora skulder till maffiabossen Salvatore Maroni.

## I andra medier
- Hugo Strange dyker upp i avsnittet "The Strange Secret of Bruce Wayne" av Batman: The Animated Series, med röst av Ray Buktenica (på svenska av Andreas Nilsson). Hugo Strange är en psykiater som driver ett sjukhus, där han använder en tankeläsande maskin för att utpressa Gothams elit med deras mörkaste hemligheter. Med hjälp av den får han reda på Bruce Waynes hemliga identitet som Batman. Men istället för att utpressa Wayne tänker han istället sälja maskinens inspelning på band till det högsta budet. Han leder sedan en auktion i vilken tre av Gothams största brottslingar, Jokern, Two-Face och Pingvinen, deltar. Batman lyckas dock förhindra doktorns avslöjande av hans identitet.

- Hugo Strange medverkar i TV-serien The Batman, ursprungligen med röst av Frank Gorshin. Efter Gorshins bortgång i lungcancer tog Richard Green över rollen. Gorshin var för övrigt mest känd som Gåtan i 1960-talets TV-serie.

- Hugo Strange dyker upp i en cameo i avsnittet "The Doomsday Sanction" av Justice League Unlimited

- Hugo Strange är en av huvudskurkarna i Batman: Arkham City, med röst av Corey Burton. Han har lyckats få reda på Batmans hemliga identitet genom att ha analyserat honom på avstånd. Han leder ett projekt kallat "Protokoll 10", och har sin hemliga bas i Gothams högsta byggnad.